# Refugi d'Estanys Forcats
De Refugi d'Estanys Forcats is een onbemande berghut in de Andorrese parochie La Massana. De hut ligt ten noordwesten van het dorp Arinsal op een hoogte van 2640 meter, in de buurt van en honderd meter lager dan de Estanys Forcats. Deze twee meertjes liggen op minder dan een halve kilometer van de top van de Pic de Médécourbe (Catalaans: Pic de Medacorba), die het drielandenpunt met Frankrijk en Spanje vormt.
De Refugi d'Estanys Forcats is 's lands enige berghut die geen eigendom is van de overheid, waardoor hij geregeld niet voorkomt op landkaarten.
Refugi de Comapedrosa · Refugi de les Fonts · Refugi del Pla de l'Estany · Refugi dels Cortals de Sispony · Refugi d'Estanys Forcats